# Земская почта Херсонского уезда
Зе́мская по́чта Херсо́нского уе́зда — земская почта, организованная земской управой Херсонского уезда Херсонской губернии. Земская почта Херсонского уезда существовала с 1867 года. В уезде выпускались собственные земские почтовые марки.

## История почты
Херсонская уездная земская почта была открыта 08 июля 1867 года. Корреспонденция принималась и выдавалась в Херсоне и Николаеве, а также в 19 волостных правлениях. Оплата доставки частных почтовых отправлений производилась земскими почтовыми марками.

## Выпуски марок
В 1867 году были выпущены первые земские почтовые марки этой почты с изображением орудий крестьянского труда. На последующих марках был изображён конный почтальон и герб Херсонской губернии.
С 01 мая 1895 года в связи с изменением тарифов номинал марок был уменьшен с 10 копеек до 5 копеек.
Последний выпуск земских почтовых марок Херсонского уезда был в 1909 году.
Всего было выпущено ? видов марок (по каталогу Шмидта).

## Штемпельные конверты
С 01 мая 1895 года в обращение были введены земские штемпельные конверты.

## Гашение марок
Марки гасились чернилами путём перечеркивания или указания названия места приёма почтового отправления. Также использовались для гашения различные штемпеля.